# Вевельстад
Вевельстад (норв. Vevelstad) — коммуна в фюльке Нурланн в Норвегии. Является частью исторического региона Хельгеланд. Административный центр коммуны — деревня Вевельстад. Коммуна была отделёна от коммуны Тьётта 1 июля 1916 года.

## Общая информация

### Название
Коммуна (первоначально приход) названа в часть старой фермы Vevelstad (старонорвежский: Vifilsstaðir), потому что там была построена первая церковь. Первая часть названия — родительные падеж норвежского женского имени Vifill, окончание — слово staðir, означающее усадьба или ферма.

### Герб
У коммуны современный герб. Он был принят 13 ноября 1991 года. На гербе изображена первая буква названия коммуны V.